# 卜北堡玉泉寺
卜北堡玉泉寺位于河北省张家口市蔚县，为公元1439年，明代大太监王振在自己老家修的一处家庙。2013年，卜北堡玉泉寺被中华人民共和国国务院列入第七批全国重点文物保护单位。